# Phantasmagoria
Phantasmagoria fue una banda japonesa de estilo Visual Kei, Producida por Under Code Production, la productora del exitoso bajista y líder de Phantasmagoria, Kisaki, Phantasmagoria fue una banda activa desde noviembre de 2004 a mediados del 2010.
El término Phantasmagoria significa reflejo en japonés.

## Historia
Formada en noviembre de 2004, después de la separación de la tan exitosa banda Kisaki Project, la alineación original de Phantasmagoria parecía estar mayormente por amigos del creador del grupo, Kisaki: Mao (ex Selfrush) como vocalista, Jun e Iori (ambos ex Mar'derayla) como guitarristas y Shion (ex Mist of Rouge) como baterista. La participación de Mao en la banda fue corta después de todo, y fue reemplazado por Kenji (ex Hiskarea), que actualmente es conocido por el nombre de Riku.
Su primera presentación fue el 7 de diciembre de 2004 con la aparición de su primer maxisencillo "Moonlight Revival", lanzado el 22 del mismo mes. Dos días más tarde, fueron parte del festival de Fool's Mate, "Beauti-fool's Fest 2004" junto a otras bandas como Plastic Tree y MUCC.
A comienzos de 2005, el baterista Shion desafortunadamente deja la banda por motivos de salud y Matoi (ex Hiskarea) toma esa posición. Desde ese entonces, la banda se ha mantenido ocupada lanzando muchas canciones en varias compilaciones Ómnibus, múltiples sencillos y DVD, un miniálbum, un disco que fue lanzado solo en América ("Splendor of Sanctuary"), y numerosos libros de fotos (uno de los cuales están más centrados a Kisaki, como en la colección "Artistic in Black" y que actualmente no tiene a ningún otro integrante de Phantasmagoria en él).
Riku y Kisaki estuvieron con algunos de sus fanes Americanos en la Anime Expo en julio de 2005 en una sesión de autógrafos y fotos. Como sea, no fue algo tan importante, ya que en octubre de ese año se presentaría por primera vez en América en la convención Oni-con en Texas. Fueron muy bien recibidos por sus fanes, quienes hicieron un esfuerzo por mantenerse en pie y copiar los movimientos de mano de Riku durante la canción mientras disfrutaban de la presentación.
Kisaki ha anunciado recientemente que Phantasmagoria, junto a bandas compañeras de Under Code Production como Vidoll y 12012, se "graduarán" del sello el día de San Valentin de 2007. Nadie esta seguro de lo que eso significa, aunque se ha anunciado que las bandas NO se separarán. Los fanes simplemente deben esperar y ver mientras se acercan los lanzamientos y eventos que la banda tiene planeados para el final de 2006.
Pocos meses antes de la graduación del grupo Iori y Matoi anunciaron en el concierto del segundo cumpleaños de la banda del 17 de diciembre de 2007 en Tokio Laforett Ropongi que dejaban Phantasmagoria. Y en el momento de la graduación el grupo simplemente se marcó una fecha límite para ponerse en pausa. Aunque enseguida regresaron con la noticia de que se separarían tras una última gira por todo Japón con la formación que habían sido hasta el momento. De este modo después de sus últimos conciertos CRYSTAL FINALE 27 de agosto de 2007 y ECLIPSE OF MYTH 29 y 30 de agosto que se editarían posteriormente, el grupo llega a su final
El grupo ha tenido algunos conciertos a modo de bandas de sesión organizadas por los exintegrantes Riku y Matoi, donde versionaban canciones de Phantasmagoria bajo el nombre de Phantasmatoriku, la más reciente el 14 de febrero en el Holiday Shinjuku.
El 3 de mayo de 2008 Tuvieron un último concierto en Hide memorial summit Presentándose en el 1.er día de Concierto en el Estadio de Ajinomoto en Tokio.

## Miembros
- Riku - (Vocal)
- Kisaki - (Bajo)
- Jun - (Guitarra)
- Iori - (Guitarra)
- Matoi - (Batería)

### Exmiembros
- Mao - (Vocal) 2004 - 2004
- Shion - (Batería) 2004 - 2005

## Discografía

### Álbumes y miniálbumes
- Seeds of Brain (2010)
- No Imagination (2007)
- Requiem ~Floral Edition~ (2007)
- Requiem ~Funeral Edition~ (2007)
- Subjective or Ideal (2006)
- Synthesis Song (2006)
- Splendor of Sanctuary (2008)

### Singles y Maxisencillos
- Diamond Dust (2010)
- Vanish... (2008)
- Kami Uta (2007)
- Vain (2007)
- Sings of Fragment (2006)
- Under The Veil (2006)
- Gensoukyoku -Eternal Silence- (2006)
- Kyousoukyoku -Cruel Crucible- (2006)
- Shinsoukyoku -Variant Jihad- (2006)
- Mikansei to Guilt (2005)
- Never Rebellion -Fool's Mate Edition- (2005)
- Never Rebellion (2005)
- Moonlight Revival (2004)
- Material Pain (2004)
- Splendor of Sanctuary (2005)